# Чернореченский (Коми)
Черноре́ченский (коми Чернореченскӧй) — посёлок в Княжпогостском районе Республики Коми. Входит в состав сельского поселения Тракт.

## География
Посёлок находится у железнодорожной линии Котлас — Воркута, на расстоянии примерно 36 км (по прямой) к северо-востоку от города Емва, административного центра района.

### Часовой пояс
Посёлок Чернореченский, как и вся Республика Коми, находится в часовой зоне МСК (московское время). Смещение применяемого времени относительно UTC составляет +3:00.

## Население
| 2010 |
| ---- |
| 541  |

### Национальный состав
Согласно результатам переписи 2002 года, в национальной структуре населения русские составляли 81 % из 818 чел.

## Инфраструктура
В посёлке находится больница № 48 ГУФСИН по Республике Коми, а также развалины еще двух колоний.